# Max Döring (Politiker, 1893)
Max Döring (* 4. November 1893 in Cottbus; † 28. Dezember 1974 ebenda) war ein deutscher Politiker (KPD, SED) und Widerstandskämpfer gegen den Nationalsozialismus. Er war von 1945 bis 1946 Bürgermeister der Stadt Cottbus. Seit 1974 ist er Cottbuser Ehrenbürger.

## Leben
Max Döring wurde 1893 als Sohn eines Schneiders und einer Waschfrau geboren. Er machte zunächst eine Ausbildung zum Buchbinder, bevor er als Soldat am Ersten Weltkrieg teilnahm, wo er in französische Kriegsgefangenschaft geriet. Nach seiner Rückkehr war Döring als Weber tätig und wurde Betriebsleiter der Gewerkschaft der Textilarbeiter. 1922 trat er der Kommunistischen Partei Deutschlands bei. Dort war er als Politleiter der Ortsgruppe Cottbus tätig. Zwischen 1931 und 1933 war er arbeitslos.
Nach der „Machtergreifung“ der Nationalsozialisten wurden Ende März 1933 führende Mitglieder der Cottbuser KPD festgenommen, darunter Georg Dix. Danach wurde Döring Teil der Parteiführung. Dabei war er für die Gewerkschaftsarbeit zuständig.
In dieser Zeit waren die Mitglieder der inzwischen verbotetenen KPD damit beschäftigt, Flugblätter und Die Rote Fahne zu verteilen. Im Juni und Juli 1933 wurden weitere Mitglieder der Cottbuser KPD festgenommen. Unter ihnen war neben Max Döring auch Helene Kirsch und Michael Bey. Der Prozess gegen Döring und 24 weitere Parteimitglieder fand zwischen dem 10. und 12. April 1934 im Schwurgerichtssaal des Landgerichts Cottbus statt. In der Anklageschrift wurde ihnen vorgeworfen, „im Inlande, insbesondere in Cottbus und Umgebung in der Zeit von März bis Juli 1933 gemeinschaftlich und fortgesetzt das hochverräterische Unternehmen, die Verfassung des Deutschen Reiches gewaltsam zu ändern, vorbereitet zu haben.“. Döring wurde zu einer Gefängnisstrafe von 21 Monaten verurteilt. Bis auf zwei Mitangeklagte, die mangels Beweisen freigesprochen wurden, erhielten alle anderen Angeklagten Gefängnis- oder Zuchthausstrafen von mindestens einem Jahr. Die illegale Tätigkeit der verbotenen KPD in Cottbus wurde nach dem Prozess durch die Widerstandsgruppe um Willy Jannasch weitergeführt. Diese wurde jedoch 1936 ebenfalls zerschlagen.
Nach seiner Entlassung wurde Döring unter Polizeiaufsicht gestellt und wurde insgesamt neunmal in „Schutzhaft“ genommen.
Während der Kämpfe um die Stadt Cottbus im April 1945 versuchte Döring, die Sprengung von mehreren Brücken durch die deutschen Truppen zu verhindern. Nach der Befreiung von Cottbus am 22. April 1945 begrüßte er die Truppen der Roten Armee mit einem Bild von Lenin. Wenige Tage später wurde er vom sowjetischen Stadtkommandanten Dimitri Tscherwjakow im Beisein von etwa 500 Cottbusern zum Bürgermeister von Cottbus ernannt. 
Danach stellte Döring übergangsweise eine siebenköpfige Stadtverwaltung zusammen um das Leben in Cottbus wieder zu organisieren. Er leitete unter anderem die Aktion zur Wiederherstellung des Elektrizitätswerkes und des Gaswerkes, die beide am 26. Mai 1945 wieder ihre Arbeit aufnehmen konnten. Zudem wurde ein Notkrankenhaus eingerichtet. Am 1. Oktober 1945 konnte an den ersten Schulen der Unterricht wieder aufgenommen werden.
Am 5. April 1946 wurde Döring als Bürgermeister abberufen, da er seinen Aufgaben nicht gewachsen gewesen sein soll. Sein Nachfolger wurde Otto Weihrauch. In den folgenden Jahren war Döring auch in anderen Funktionen der SED und des Staates tätig.

## Ehrungen
Max Döring erhielt verschiedene Auszeichnungen. So wurde er mit der Medaille für die Teilnahme an den bewaffneten Kämpfen der deutschen Arbeiterklasse in den Jahren 1918 bis 1923 und der Medaille für Kämpfer gegen den Faschismus 1933 bis 1945 geehrt. Zudem erhielt er den Vaterländischen Verdienstorden in Bronze und wurde als Aktivist der sozialistischen Arbeit ausgezeichnet. Anlässlich des 25. Jahrestages der Gründung der DDR am 7. Oktober 1974 wurde Max Döring zum Ehrenbürger von Cottbus ernannt.